# Miền Bắc Thái Lan

Bản đồ 6 vùng của Thái Lan. Miền Bắc Thái Lan là vùng màu xanh lá cây phía trên cùng.

Miền Bắc Thái Lan là vùng phía Bắc của Thái Lan, giáp với Myanmar ở phía Tây, Lào ở phía Đông và miền Trung Thái Lan ở phía Nam. Miền Bắc Thái Lan là vùng duy nhất của cả nước có địa hình núi non hiểm trở, tập trung nhiều núi cao. Ngoài sông Ping chảy qua, sông Chao Phraya cũng là con sông lớn ở đây chảy qua núi Chieng Dao. Có nhiều núi cao, trong đó đỉnh cao nhất là Doi Inthanon cao 2575 m và là đỉnh cao nhất của Thái Lan. Có nhiều rừng quốc gia ở đây như là:Doi Inthnon,Doi Suthep-Pui, Mea Ping, Huay Nam Dang, Mae Phang, Chiang Dao.

## Phạm vi
Phạm vi miền Bắc Thái Lan thay đổi tùy theo quan niệm và tiêu chí. Xét theo địa lý, miền Bắc Thái Lan là vùng đồi núi và cao nguyên phía Bắc. Tuy nhiên, vùng cao này cũng được gọi là phần Bắc Thái Lan Thượng. Phần Bắc Thái Lan Hạ bao gồm một số tỉnh có địa hình thấp và bằng phẳng hơn.
Xét về mặt lịch sử - văn hóa, miền Bắc Thái Lan là vùng lãnh thổ của vương quốc Lanna trước đây và do đó trùng với vùng đồi núi và cao nguyên phía Bắc nhưng không bao gồm tỉnh Uttaradit vì tỉnh này thấp hơn và thuộc phạm vi văn hóa Sukhothai.

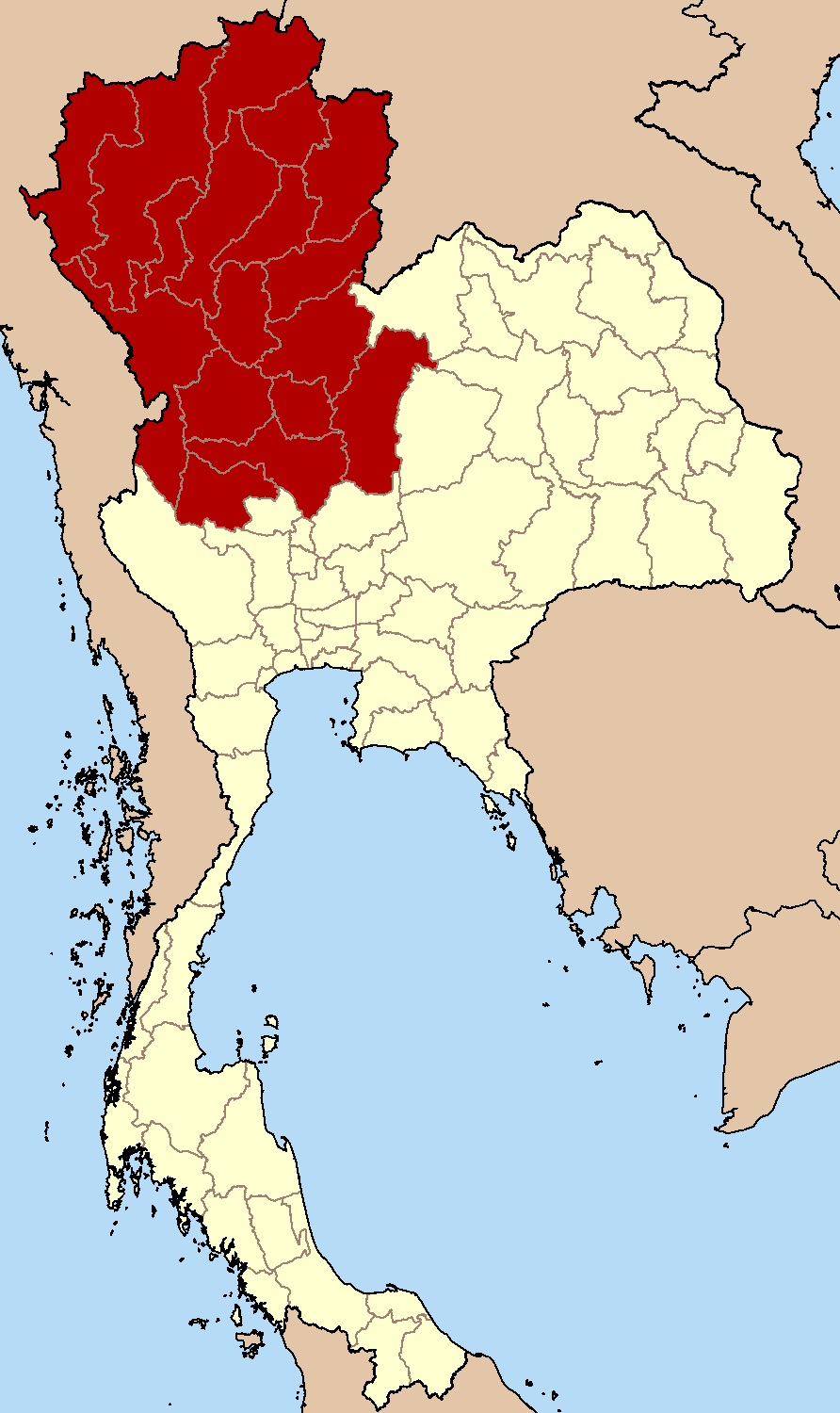
Bản đồ miền Bắc Thái Lan

Theo cách phân chia đất nước thành 6 vùng hiện nay của Chính phủ Thái Lan, miền Bắc Thái Lan bao gồm 9 tỉnh sau đây:

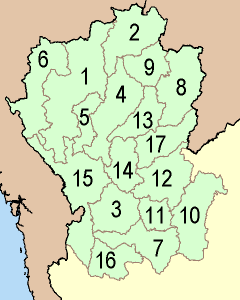
Bắc Thái Lan theo cách phân vùng cũ.

| Biểu tượng | Tên          | Tịnh lỵ      | Dân số    | Diện tích (km²) | Mật độ dân số | ISO code |
| ---------- | ------------ | ------------ | --------- | --------------- | ------------- | -------- |
|            | Chiang Mai   | Chiang Mai   | 1.646.144 | 20.107,0        | 81,9          | TH-50    |
|            | Lamphun      | Lamphun      | 403.952   | 4.505,9         | 89,7          | TH-51    |
|            | Lampang      | Lampang      | 757.534   | 12.534,0        | 60,4          | TH-52    |
|            | Uttaradit    | Uttaradit    | 461.040   | 7.838,6         | 58,8          | TH-53    |
|            | Phrae        | Phrae        | 458.750   | 6.538,6         | 70,2          | TH-54    |
|            | Nan          | Nan          | 476.612   | 11.472,1        | 41,5          | TH-55    |
|            | Phayao       | Phayao       | 486.472   | 6.335,1         | 76,8          | TH-56    |
|            | Chiang Rai   | Chiang Rai   | 1.198.656 | 11.678,4        | 102,6         | TH-57    |
|            | Mae Hong Son | Mae Hong Son | 244.048   | 12.681,3        | 19,2          | TH-58    |

Theo cách phân chia đất nước thành 4 vùng trước đây, Bắc Thái Lan bao gồm 16 tỉnh như trong bản đồ:
| 1. Chiang Mai 2. Chiang Rai 3. Kamphaeng Phet 4. Lampang 5. Lamphun 6. Mae Hong Son 7. Nakhon Sawan 8. Nan 9. Phayao 10. Phetchabun 11. Phichit 12. Phitsanulok 13. Phrae 14. Sukhothai 15. Tak 16. Uthai Thani 17. Uttaradit |

## Khí hậu
Phần lớn lãnh thổ vùng này là núi non, do đó thời tiết khá mát so với miền Trung.

## Lịch sử
Lịch sử của miền Bắc Thái Lan chủ yếu liên quan đến vương quốc Lanna được thành lập năm 1259 và là một lực lượng độc lập đến thế kỷ 16.

## Văn hóa
Về phía bắc, vùng giáp với biên giới Myanmar và Lào, do đó văn hóa của vùng có sự pha trộn của nhiều văn hóa khác nhau: văn hóa bản địa vùng Lannathai xưa, văn hóa các dân tộc ít người và văn hóa Myanmar, văn hóa Lào. Sự pha trộn văn hóa này này thể hiện rõ nhất qua trang phục, kiến trúc và ngay cả ẩm thực. Tuy nhiên, vùng là nơi có địa danh Tam giác vàng vừa là điểm du lịch nổi tiếng vừa là nơi phức tạp về tình hình an ninh trật tự mà 3 nước đang phải đối mặt.
Chính sự pha trộn về đa dạng văn hóa, cộng với địa hình hiểm trở, khí hậu mát mẻ, núi rừng nhiều và có nhiều địa danh văn hóa, lịch sử, thắng cảnh nên miền Bắc được xem là có nền du lịch khá phát triển so với miền đông bắc.

## Ẩm thực
Phần ẩm thực miền Bắc nằm trong Ẩm thực Thái Lan

## Trung tâm du lịch và vùng du lịch

### TỉnhChiang Rai
Các điểm tham quan tại tỉnh:
1. King Meng Rai the Great Monument.
2. Ku Phra Chao Meng Rai.
3. Wat Phra That Doi Thong.
4. Wat Phra Singht
5. Wat Phra Kaew.
6. Haad Chiang Rai.
7. Mae Kok River
8. Khun Korn Forest Park Waterfall.
9. Doi Mae Salong.
10. Doi Tung
11. Pamee Akha Village
12. Mae Sai.
13. Khun Nam-Nang Non
14. Tham Pum-Tham Pla.
15. Tham Phayanak.
16. Tham Pha Chom.
17. Wat Phra That Chedi Luang
18. Wat Pa Sak
19. Wat Phra That Chom Kitti
20. Chiang Saen Lake
21. The Golden Triangle
22. Wat Phra That Doi Pu Khao
23. Chiang Khong.
24. Baan Haad Klai
25. Doi Pa Tang.
26. Phu Chee Fah.
27. Doi Luang National Park

### Lampang
Các điểm tham quan tại tỉnh
1. Ban Sao-Nak.
2. Wat Prathat Sadet.
3. Kiu Lom Dam And
4. Wat Srichum.